# Ecuador ai Giochi della XXI Olimpiade
L'Ecuador partecipò ai Giochi della XXI Olimpiade che si sono svolti a Montréal dal 17 luglio al 1º agosto 1976, con una delegazione di 5 atleti impegnati in 4 discipline. Portabandiera alla cerimonia di apertura fu il tuffatore diciannovenne Nelson Suárez. Fu la quarta partecipazione di questo paese ai Giochi estivi. Non furono conquistate medaglie.